# Windows HPC Server 2008
A Windows HPC Server 2008 a Microsoft nagy teljesítményű számítógépfürtökre szánt operációs rendszere, amely 2008. szeptember 22-én jelent meg. A több ezer processzormagot is kezelni képes szoftver tartalmazza a nyílt forráskódú MPICH 2-re épülő Message Passing Interface-könyvtárat, valamint alkalmazza az Open Grid Forum által megfogalmazott irányelveket.

## A leggyorsabb szuperszámítógépek
A 2008 júniusában az NCSA és a Microsoft által épített nagyszámítógép a TOP500-as listán a 23. leggyorsabb lett. A Windows HPC Servert és a Red Hat Enterprise Linuxot futtató gép LINPACK-pontja 68,5 teraFLOPS volt. 2011 novemberére a gép a rangsor 253. helyére esett vissza; azóta a Linuxos gépek a lista összes Windowsos tagját megelőzték.
2008 novemberében a Sanghaji Szuperszámítógépes Központ által épített gép 180,6 teraFLOPS teljesítményével a TOP500 11. helyére került, de 2015-re a 436. helyre csúszott vissza.

## Windows HPC Pack
A Windows Server 2008 R2-n alapuló Windows HPC Server 2008 R2 2010. szeptember 20-án jelent meg. Később a HPC Pack négy változatát (Express, Enterprise, Workstation és Cycle Harvesting) adták ki, melyeket a HPC Pack 2012-ben összevontak. A kiadás a Windows Server 2012 Standard és Datacenter verzióira is telepíthető.
A fürtök központi számítógépeinek a Windows Server valamely verzióját kell futtatnia, azonban Windows 10-es vagy 11-es gépek is csatlakoztathatóak.

## Fordítás
- Ez a szócikk részben vagy egészben  a   Windows HPC Server 2008 című angol Wikipédia-szócikk ezen változatának fordításán alapul.  Az eredeti cikk szerkesztőit annak laptörténete sorolja fel. Ez a jelzés csupán a megfogalmazás eredetét és a szerzői jogokat jelzi, nem szolgál a cikkben szereplő információk forrásmegjelöléseként.